# Yingli
Yingli (NYSE: YGE; en chino, 英利) también conocida como Yingli Green Energy Holding Company Limited (en chino simplificado, 英利绿色能源控股有限公司; pinyin, Yīnglì Lǜsè Néngyuán Kònggǔ Yǒuxiàn Gōngsī) (NYSE: YGE), es una importante empresa del sector de la energía solar fotovoltaica y una de las primeras empresas solares del mundo en ser fabricante verticalmente integrado.  La compañía desarrolla, fabrica y comercializa paneles fotovoltaicos bajo el nombre de Yingli Solar en un amplio abanico de mercados, incluyendo Alemania, España, Italia, Grecia, Francia, Corea del Sur, China, Japón, Australia y Estados Unidos.  Con sede central en Baoding (China), Yingli apoya su mercado global a través de más de 20 oficinas filiales y subsidiarias en todo el mundo. Yingli Solar es patrocinador de la 2014 FIFA World Cup, de la selección nacional de fútbol de Estados Unidos y del FC Bayern Munich

## Experiencia
Yingli Green Energy es uno de los principales fabricantes de paneles fotovoltaicos, con más de 4 GW de módulos instalados en todo el mundo. En agosto de 2012, Yingli Green Energy alcanzó una capacidad de producción integrada verticalmente de 2.450 MW al año, convirtiéndolo en uno de los mayores fabricantes fotovoltaicos del mundo, en términos de capacidad productiva. Se convirtió asimismo en el principal suministrador de módulos solares por ventas y pedidos en el primer trimestre de 2012. De acuerdo a algunos analistas, Yingli Green Energy seguramente se convierta en el suministrador líder de módulos, en términos anuales, en 2012.
Los módulos fotovoltaicos de Yingli Solar forman parte de múltiples grandes proyectos por todo el mundo, incluyendo:
•	Moura Power Plant (Moura, Portugal)
•	Huerto Solar Villar de Cañas II (Cuenca, España)
•	Poggiorsini Power Plant (Poggiorsini (BA), Italia)
•	NY Jets Training Facility (Nueva Jersey, Estados Unidos)
•	Kaiser Permanent Medical Center (California, Estados Unidos)
•	Universidad Rutgers(Nueva Jersey, Estados Unidos)
•	Aeropuerto internacional de Denver(Colorado, Estados Unidos)
•	RRS – Magaldi Group (Salerno, Italia)
•	Universidad William Patterson (Nueva Jersey, Estados Unidos)
•	Valley Fine Foods (California, Estados Unidos)
•	Circuito de Fórmula 1 de Hockenheim (Alemania)
•	Power Valley Plaza (Baoding, China)